# Phyllachora bullulata
Phyllachora bullulata är en svampart som först beskrevs av Miles Joseph Berkeley, och fick sitt nu gällande namn av Mordecai Cubitt Cooke 1885. Phyllachora bullulata ingår i släktet Phyllachora och familjen Phyllachoraceae.   Inga underarter finns listade i Catalogue of Life.